# Derrubios frontales lobulados

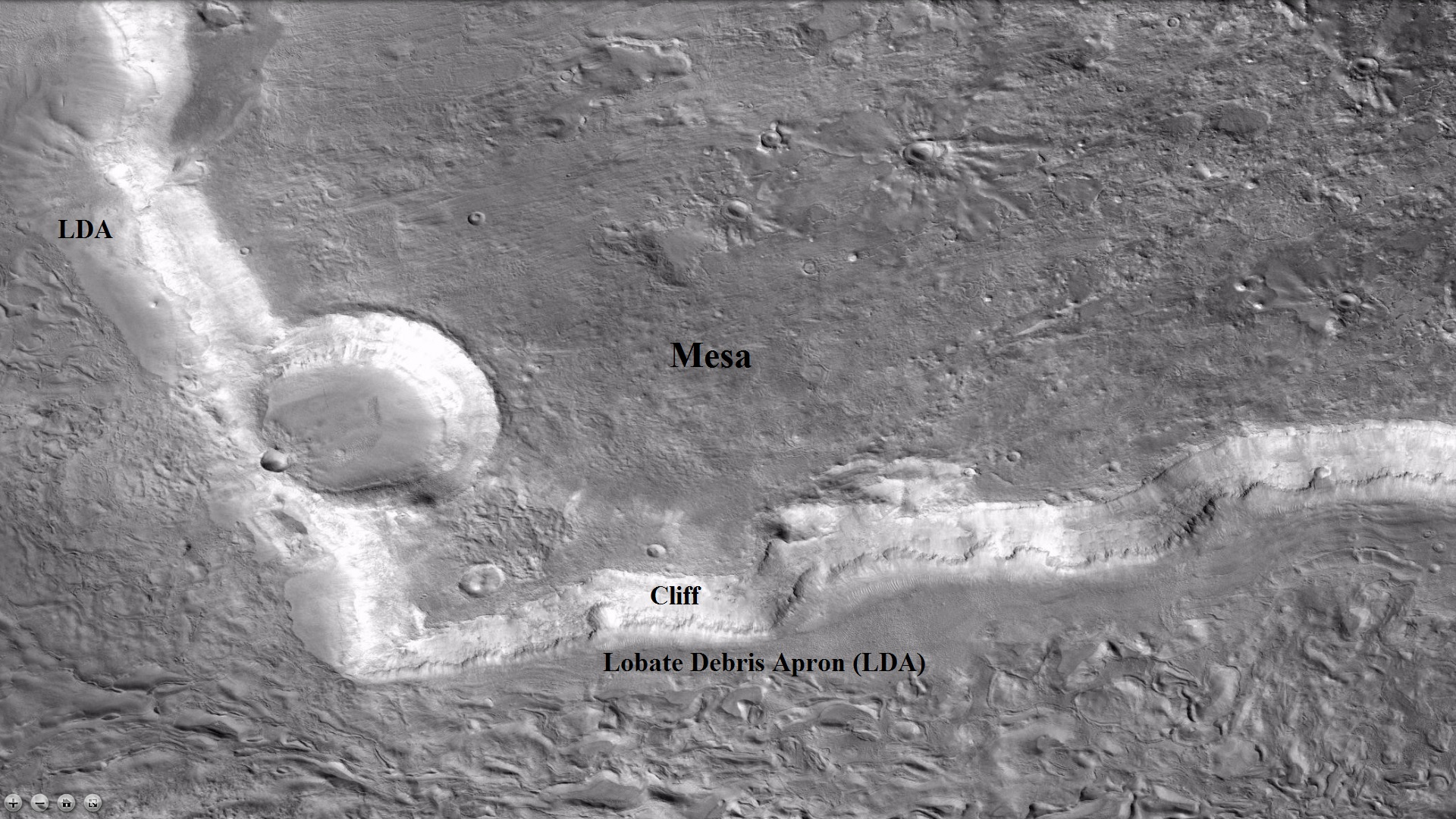
Vista CTX de una meseta ("mesa") y de sus acantilados ("cliff"), con la ubicación de la falda (rotulada como "LDA") de derrubios lobulados (cuadrángulo Ismenius Lacus).

Las faldas de derrubios frontales lobulados (lobate debris aprons en inglés) son unos elementos geológicos característicos de Marte, observados por primera vez por los Orbitadores del Programa Viking. Son una serie de apilamientos de materiales rocosos, situados al pie de cortados pronunciados del terreno topográficamente similares a los acantilados existentes en la Tierra. Presentan una particular topografía convexa y pendientes suaves. Su asociación con frentes de acantilado, sugiere que estos son el origen de los derrubios. Además, pueden mostrar alineaciones rocosas asociadas similares a las formadas por los glaciares sobre la superficie de la Tierra.
El radar de superficie del Mars Reconnaissance Orbiter detectó fuertes ecos procedentes de la base y de la coronación de los lóbulos, evidencia de que el grueso de estos apilamientos de derrubios en Hellas Planitia está formado por glaciares cubiertos por una capa delgada de rocas.
Los experimentos del Phoenix lander y los estudios del Mars Odyssey realizados desde su órbita muestran que el agua congelada existe justo bajo la superficie de Marte en los lejanos norte y sur (latitudes altas). La mayor parte del hielo se depositó en forma de nieve cuando el clima del planeta era diferente. El descubrimiento de hielo en los lóbulos demuestra que el agua está presente incluso en latitudes más bajas. Futuros colonizadores de Marte podrían utilizar estos depósitos de hielo, en vez de tener que viajar a latitudes mucho más altas.  Otra ventaja importante de los lóbulos sobre otras fuentes de agua en Marte es que pueden ser fácilmente detectados y cartografiados desde naves en órbita. Por ejemplo, los lóbulos de Phlegra Montes se hallan a una latitud de 38.2 grados norte. El Phoenix lander tomó tierra sobre Marte a unos 68 grados de latitud norte, así que el descubrimiento de hielo de agua en los delantales de derrubios expandió notablemente el dominio de las zonas con agua fácilmente disponible.  Es mucho más fácil posar una nave espacial cerca del ecuador de Marte, así que cuanto más próxima al ecuador se halle el agua disponible, mejor será para los colonizadores.

## Depósitos lineales de fondo
El fondo de algunos canales muestra grietas y estrías que parecen fluir alrededor de obstáculos; estos elementos se denominan depósitos lineales de superficie, o también terraplenes de valle lineales. Al igual que los depósitos lobulados frontales, se piensa que pueden contener abundante hielo. Algunos glaciares en la Tierra muestran tales características.
Se ha sugerido que los depósitos lineales de fondo pueden formarse a partir de lóbulos de derrubios delanteros, alisados progresivamente por el avance del hielo del glaciar Ambos tipos de depósitos a menudo muestran unas extrañas formaciones en la superficie, denominadas terreno cerebral porque recuerdan a la superficie del cerebro humano.

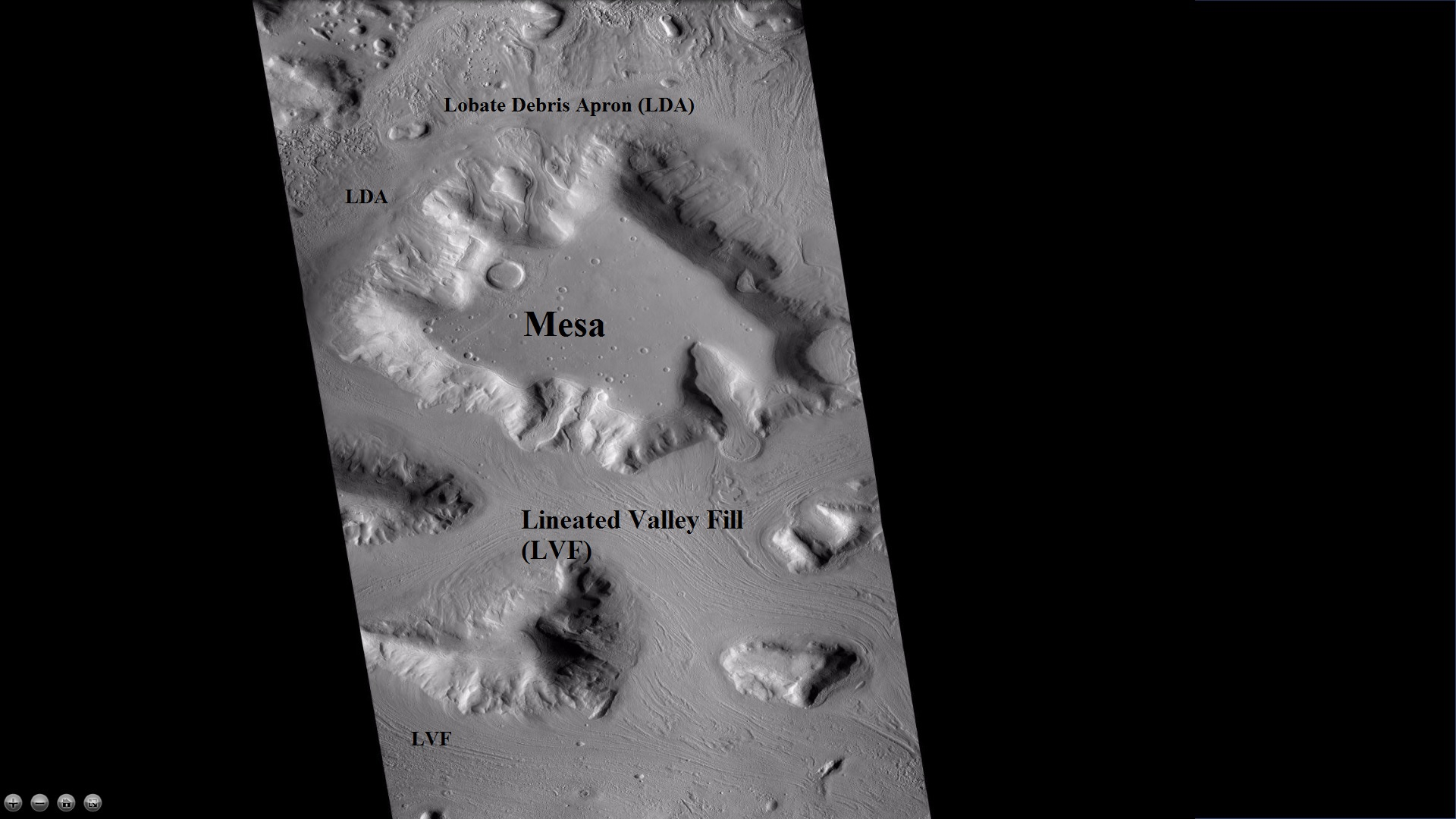
Vista CTX de una meseta y colinas ("buttes") con delantales de derrubios lobulados y acúmulos lineales de fondo de valle alrededor (cuadrángulo Ismenius Lacus).
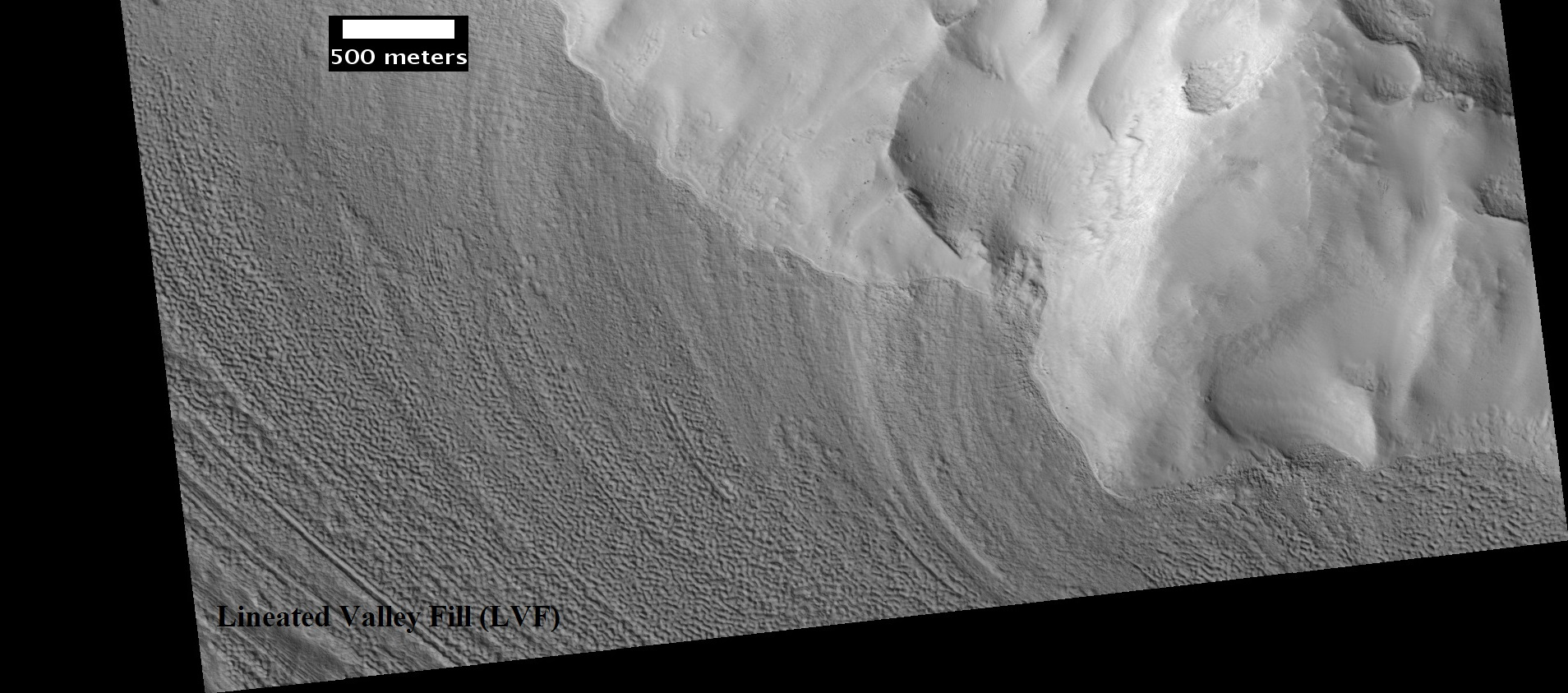
Detalle de la imagen anterior, mostrando acúmulos lineales de fondo de valle (marcados como "LVF").
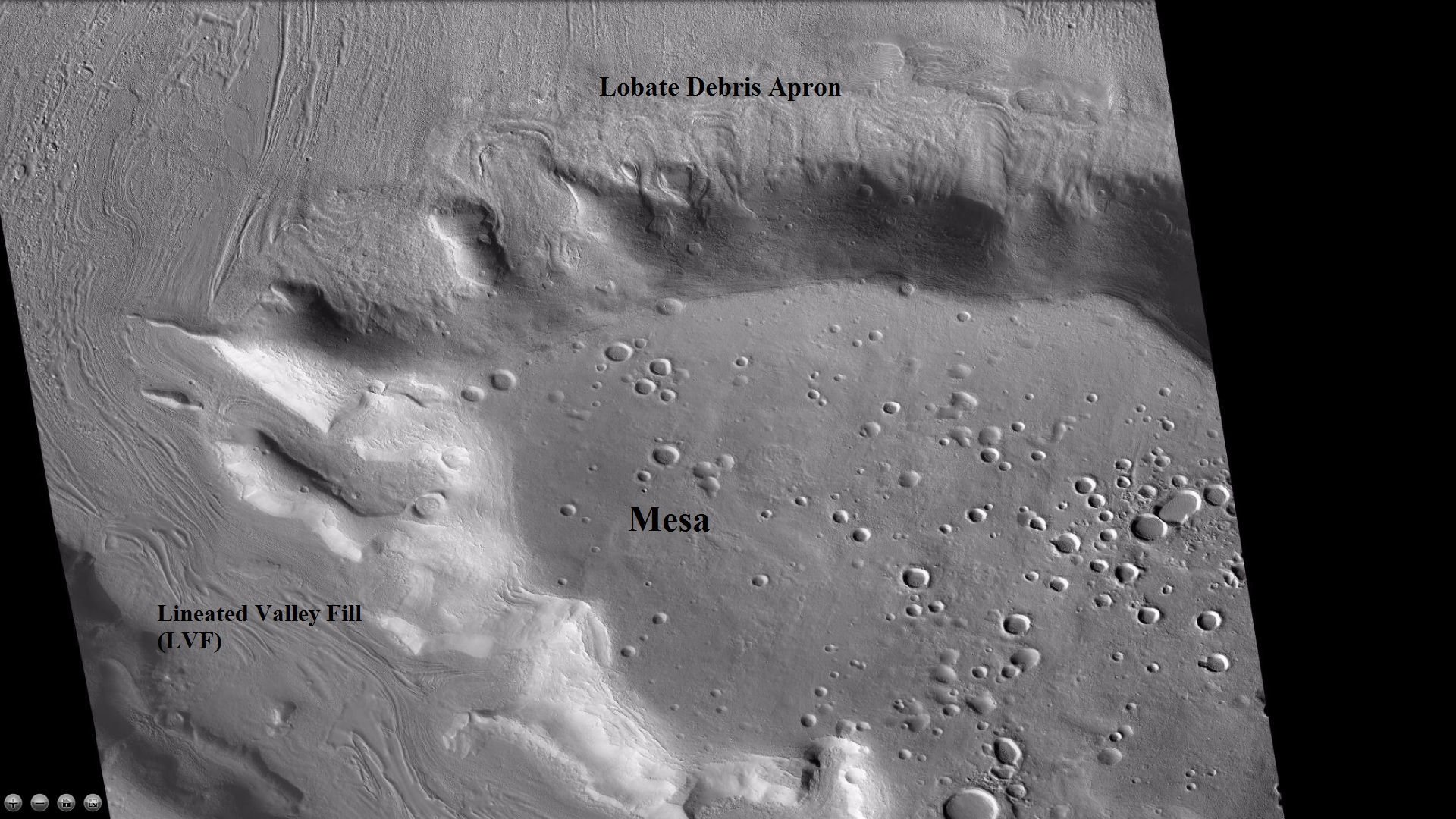
Imagen CTX de una meseta con acúmulos de fondo de valle y derrubios frontales lobulados (LDA). Se piensa que ambos son capas de materiales rocosos cubriendo masas glaciares de hielo (cuadrángulo Ismenius Lacus).
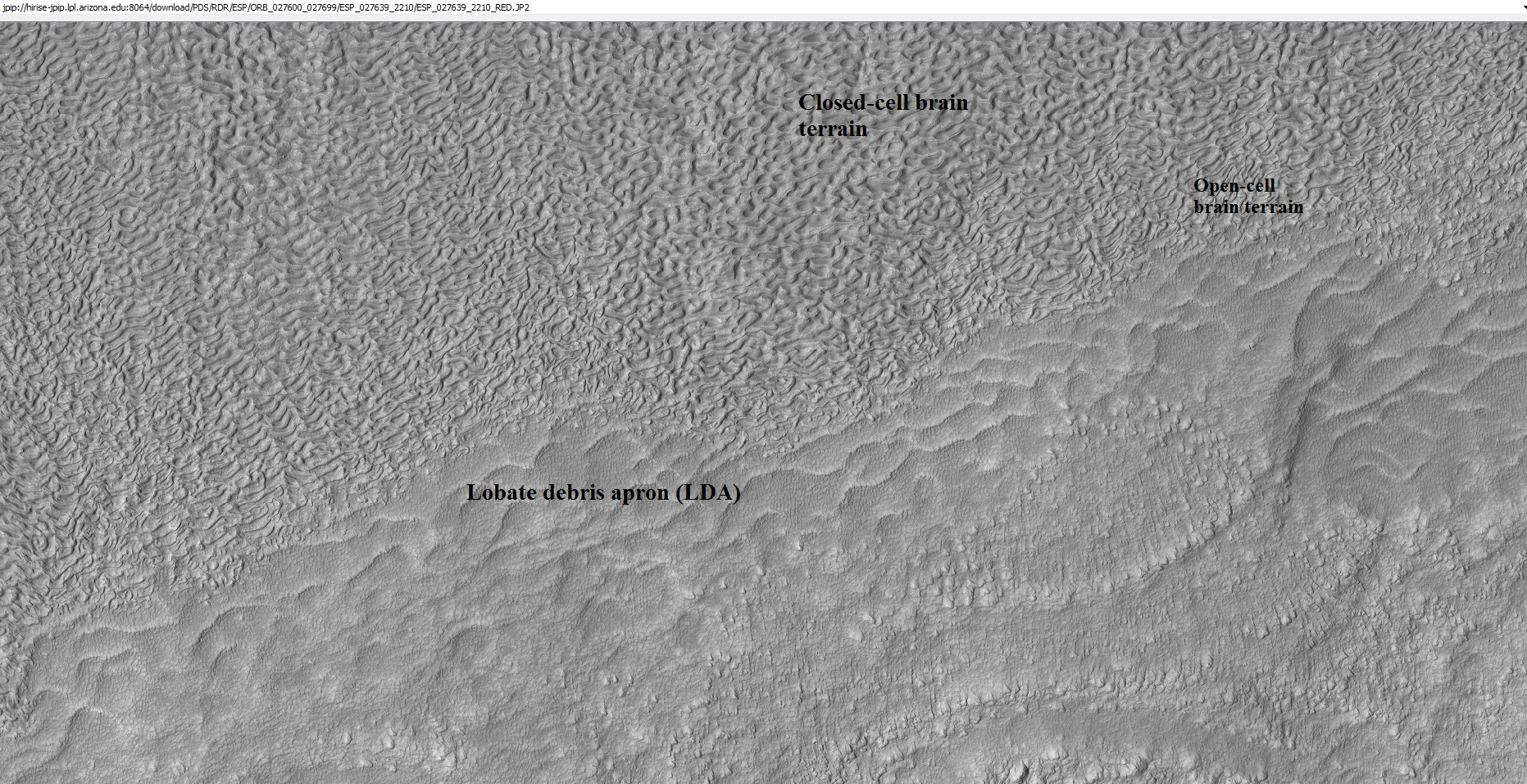
Detalle de la imagen anterior, mostrando terreno cerebral con patrones de celdas abiertas y de celdas cerradas. Este último patrón es más común. El terreno cerebral de celdas abiertas se piensa que contiene un núcleo de hielo.
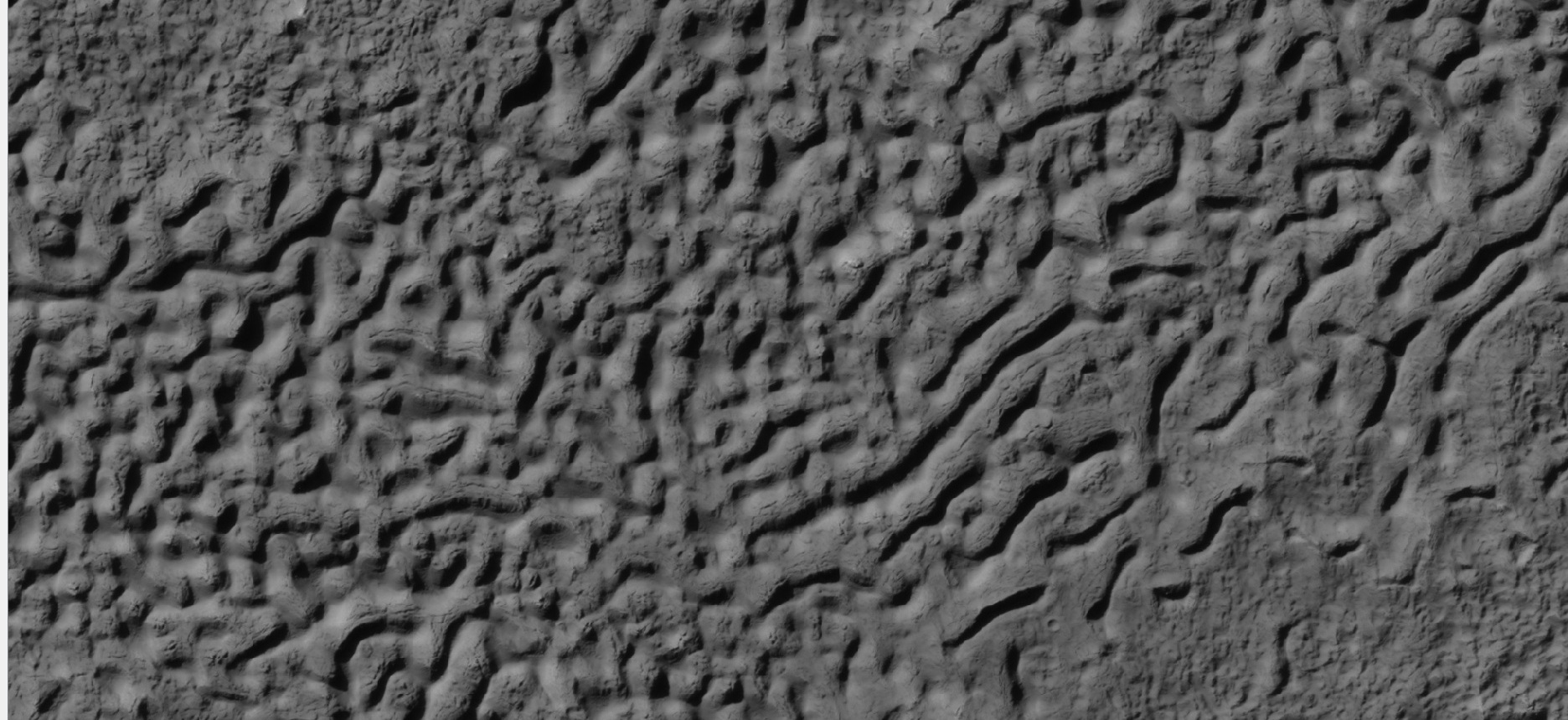
Terreno cerebral de celdas cerradas, común en los delantales de derrubios frontales, en los rellenos concéntricos en cráteres y en los acúmulos lineales en fondo de valle.
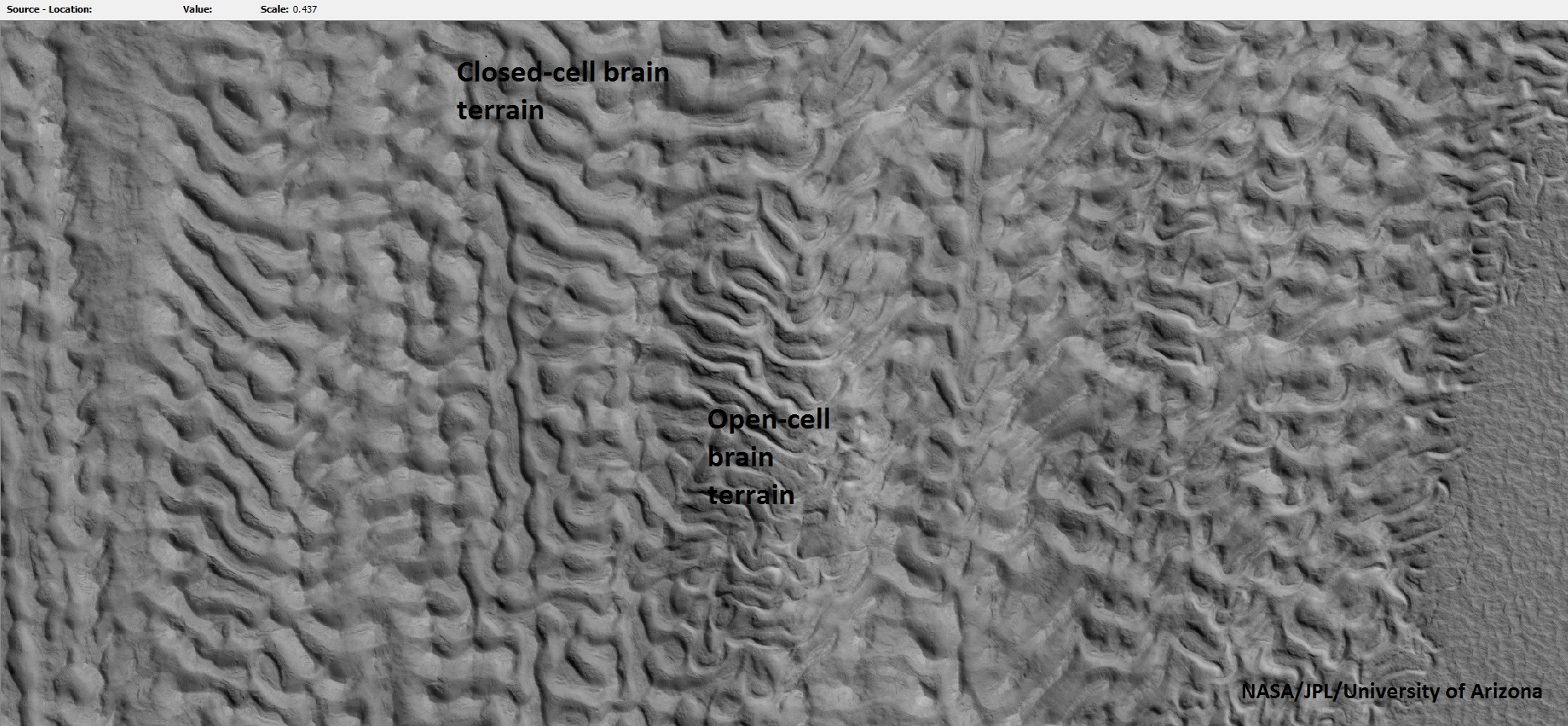
Terreno cerebral con patrones de celda abierto y cerrado.

Reull Vallis, (imágenes de abajo), muestra estos depósitos.  A veces los acúmulos lineales muestran un patrón con forma de "v", evidencia más lejana de movimiento. La imagen de Reull Vallis tomada con HiRISE muestra estos patrones.

## Galería

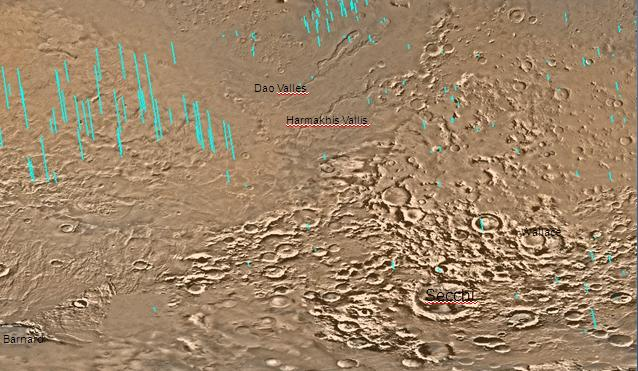
Mapa de la parte oriental de Hellas Planitia (un prominente cráter de impacto), mostrando dos grandes valles fluviales en el talud dirigidos hacia el fondo del cráter.
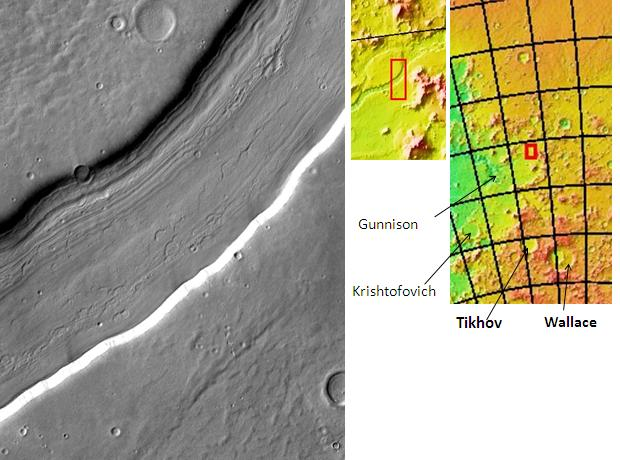
Reull Vallis, con acúmulos lineales de derrubios (imagen THEMIS).
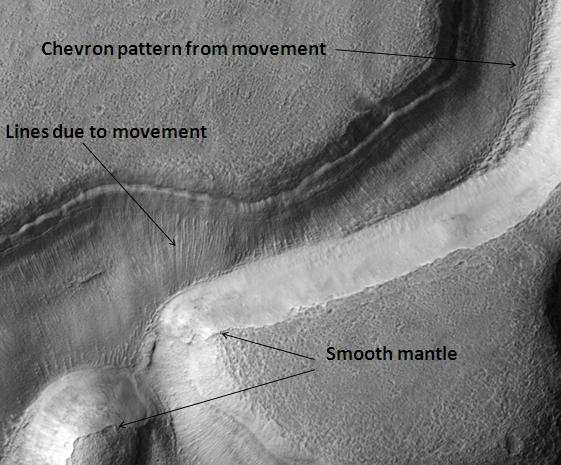
Imagen Hirise de Niger Vallis, mostrando patrones en forma de galón (similar a una letra "V") reflejo del movimiento del material rico en hielo.